# Contenta
Se llamaba contenta a la certificación que daba el alcalde o autoridad municipal del lugar por donde transitaba o en que residía una tropa, de su Conducta o Comportamiento. Recíprocamente, es la que el jefe daba al pueblo de su buena Asistencia. 
El Reglamento español de 1 de octubre de 1845 decía en su artículo 43: 

Para hacer constar que nada ha descuidado ni omitido por su parte, á fin de conservar en su tropa la policía, instrucción y disciplina, no sólo ha de presentar á su regreso al regimiento las contentas de los pueblos, donde haya permanecido más de tres días.